# Aéroport international de Los Mochis
L'aéroport international fédéral Valle del Fuerte (espagnol : Aeropuerto Internacional Federal del Valle del Fuerte, code IATA : LMM • code OACI : MMLM • code DGAC M. : LMM), communément appelé l'aéroport international de Los Mochis (Aeropuerto Internacional de Los Mochis), est l'aéroport desservant Los Mochis, dans l'État du Sinaloa, au Mexique. Il comprend un terminal avec services de base et trois places de stationnement pour avions commerciaux.

## Situation
| \| 500 km1:6 468 000 \| Acapulco Aguascalientes Huatulco Campeche Cancún Chetumal Chihuahua Ciudad · del Carmen Ciudad Juárez Ciudad · Obregón Ciudad · Victoria Colima Cozumel Culiacán Guanajuato Durango Guadalajara Hermosillo Ixtapa · Zihuatanejo La Paz San José · del Cabo Los Mochis Matamoros Mazatlán Mérida Mexicali Mexico B.J. Mexico F.A. Minatitlán Monterrey Morelia Nuevo · Laredo Oaxaca Playa · de Oro Puebla Puerto · Escondido Puerto · Vallarta Querétaro Reynosa San Luis · Potosí Tampico Tapachula Tepic Tijuana Toluca Torreón Tuxtla Gutiérrez Uruapan Veracruz Villahermosa Zacatecas |
| 500 km1:6 468 000 |

## Statistiques
Il a traité 280 166 passagers en 2017 et 273 068 passagers en 2018.
Pour des raisons techniques, il est temporairement impossible d'afficher le graphique qui aurait dû être présenté ici.

Voir la requête brute et les sources sur Wikidata.

## Compagnies aériennes et destinations
| Compagnies              | Destinations                                                                                            |
| ----------------------- | --- |
| Aéreo Servicio Guerrero | Guerrero Negro, La Paz-El Alto, Loreto                                                                  |
| Aero Pacífico           | Chihuahua-R. Fierro V, Los Cabos                                                                        |
| Aeroméxico Connect      | Mexico-B. Juárez                                                                                        |
| Calafia Airlines        | Cabo San Lucas (es), Chihuahua-R. Fierro V, Ciudad Constitución (en), La Paz (G. M. M. de Léon), Loreto |
| TAR Aerolíneas          | Guadalajara-M. Hidalgo y Costilla                                                                       |
| VivaAerobus             | Monterrey-M. Escobedo                                                                                   |
| Volaris                 | Guadalajara-M. Hidalgo y Costilla, Mexico-B. Juárez, Tijuana-A. L. Rodríguez                            |

Édité le 20/06/2019

## Itinéraires les plus fréquentés

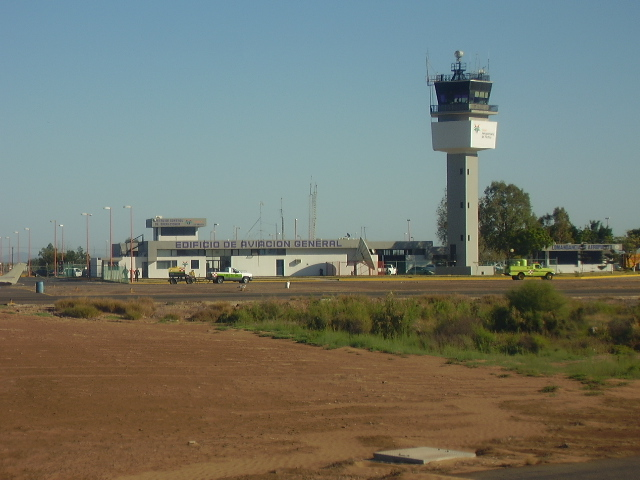
General Aviation Terminal.
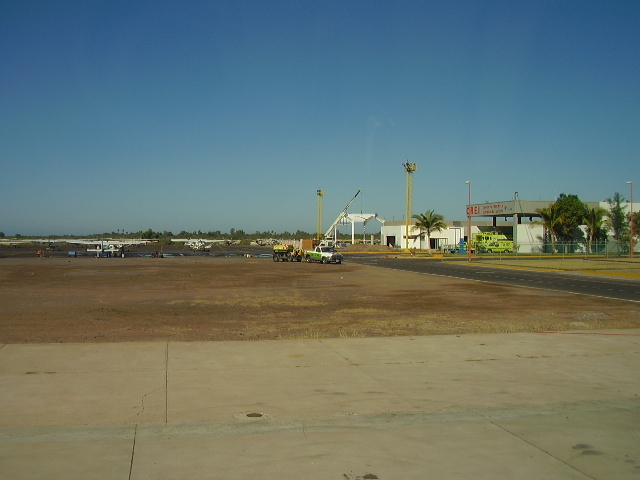
General Aviation slots.
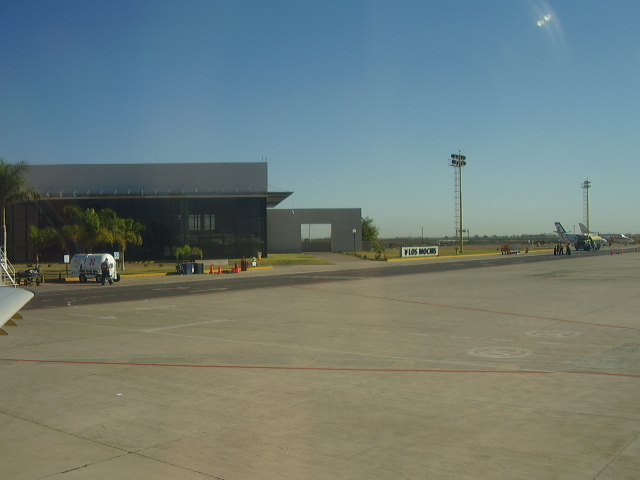
Main Terminal.

## Voir également
- Liste des aéroports les plus fréquentés au Mexique